# 1928年アムステルダムオリンピックのアルゼンチン選手団
1928年アムステルダムオリンピックのアルゼンチン選手団（1928ねんアムステルダムオリンピックのアルゼンチンせんしゅだん）は、1928年7月28日から8月12日にかけてオランダのアムステルダムで開催された1928年アムステルダムオリンピックのアルゼンチン選手団、およびその競技結果。

## 概要
今大会は金メダル3個、銀メダル3個、銅メダル1個、合計7個のメダルを獲得した。

## メダル
| メダル | 選手名                 | 競技 | 種目           |
| ------ | ---------------------- | ---- | -------------- |
| 金     | アルベルト・ソリーリャ | 競泳 | 男子400m自由形 |